# Coupe des Pays-Bas de football 1907-1908
Navigation
Coupe des Pays-Bas 1906-1907 Coupe des Pays-Bas 1908-1909
La Coupe des Pays-Bas de football 1907-1908, nommée la KNVB Beker, est la 10e édition de la Coupe des Pays-Bas.

## Déroulement de la compétition
Tous les tours se jouent en élimination directe. À chaque tour, un tirage au sort est effectué pour déterminer les adversaires.

## Finale
La finale se joue le 17 mai 1908 à Rotterdam, la deuxième équipe du HBS La Haye bat l'équipe réserve du VOC Rotterdam  3 à 1 et remporte son deuxième titre.